# La Rovièira
La Rovièira (en francès La Rouvière) és un municipi francès situat al departament del Gard i a la regió d'Occitània.